# 마룬 V 투어
마룬 V 투어(Maroon V Tour)는 마룬 5의 콘서트 투어이다. M5OnTheRoad로도 알려져있다.

## 세트리스트
1. "Animals"
2. "One More Night"
3. "Stereo Hearts"
4. "Harder to Breathe"
5. "Lucky Strike"
6. "Wake Up Call"
7. "Love Somebody"
8. "Maps"
9. "This Love"
10. "Sunday Morning"
11. "Makes Me Wonder"
12. "Payphone"
13. "Daylight"
14. "It Was Always You"
15. "She Will Be Loved"
16. "Moves Like Jagger"
17. "Sugar"
18. "Lost Stars"

## 일정
| 일정            | 도시            | 국가           | 장소                       | 게스트            | 관객              | 수익        |
| 북아메리카      | 북아메리카      | 북아메리카     | 북아메리카                 | 북아메리카        | 북아메리카        | 북아메리카  |
| --------------- | --------------- | -------------- | -------------------------- | ----------------- | ----------------- | ----------- |
| 2015년 2월 16일 | 댈러스          | 미국           | 아메리칸 항공 센터         | 매직! 로지 크레인 | 15,012 / 15,012   | $1,374,180  |
| 2015년 2월 17일 | 휴스턴          | 미국           | 토요타 센터                | 매직! 로지 크레인 | —                 | —           |
| 2015년 2월 19일 | 애틀랜타        | 미국           | 필립스 아레나              | 매직! 로지 크레인 | 14,620 / 14,620   | $1,296,760  |
| 2015년 2월 24일 | 선라이즈        | 미국           | BB&T 센터                  | 매직! 로지 크레인 | —                 | —           |
| 2015년 2월 25일 | 탬파            | 미국           | 애멀리 아레나              | 매직! 로지 크레인 | —                 | —           |
| 2015년 2월 27일 | 내시빌          | 미국           | 브리지스톤 아레나          | 매직! 로지 크레인 | 16,574 / 16,574   | $1,378,733  |
| 2015년 2월 28일 | 인디애나폴리스  | 미국           | 뱅커스 라이프 필드하우스   | 매직! 로지 크레인 | —                 | —           |
| 2015년 3월 2일  | 워싱턴 D.C.     | 미국           | 버라이즌 센터              | 매직! 로지 크레인 | —                 | —           |
| 2015년 3월 3일  | 보스턴          | 미국           | TD 가든                    | 매직! 로지 크레인 | —                 | —           |
| 2015년 3월 5일  | 뉴욕            | 미국           | 매디슨 스퀘어 가든         | 매직! 로지 크레인 | 29,998 / 29,998   | $2,852,671  |
| 2015년 3월 6일  | 뉴욕            | 미국           | 매디슨 스퀘어 가든         | 매직! 로지 크레인 | 29,998 / 29,998   | $2,852,671  |
| 2015년 3월 8일  | 이스트러더퍼드  | 미국           | 이조드 센터                | 매직! 로지 크레인 | —                 | —           |
| 2015년 3월 9일  | 필라델피아      | 미국           | 웰스 파고 센터             | 매직! 로지 크레인 | 16,204 / 16,204   | $1,602,385  |
| 2015년 3월 11일 | 콜럼버스        | 미국           | 네이션와이드 아레나        | 매직! 로지 크레인 | —                 | —           |
| 2015년 3월 13일 | 피츠버그        | 미국           | 콘솔 에너지 센터           | 매직!             | 15,361 / 15,361   | $1,355,901  |
| 2015년 3월 14일 | 루이스빌        | 미국           | KFC 얌! 센터               | 매직! 로지 크레인 | 17,645 / 17,645   | $1,484,358  |
| 2015년 3월 16일 | 토론토          | 캐나다         | 에어 캐나다 센터           | 매직! 로지 크레인 | 16,696 / 16,696   | $1,274,030  |
| 2015년 3월 18일 | 오번힐스        | 미국           | 팰리스 오브 오번힐스       | 매직! 로지 크레인 | —                 | —           |
| 2015년 3월 19일 | 시카고          | 미국           | 유나이티드 센터            | 매직! 로지 크레인 | —                 | —           |
| 2015년 3월 21일 | 캔자스시티      | 미국           | 스프린트 센터              | 매직! 로지 크레인 | —                 | —           |
| 2015년 3월 23일 | 세인트폴        | 미국           | 엑셀 에너지 센터           | 매직! 로지 크레인 | —                 | —           |
| 2015년 3월 25일 | 새스커툰        | 캐나다         | 새스크텔 센터              | 매직! 로지 크레인 |                   | —           |
| 2015년 3월 26일 | 에드먼턴        | 캐나다         | 렉솔 플레이스              | 매직! 로지 크레인 | —                 | —           |
| 2015년 3월 28일 | 터코마          | 미국           | 타코마 돔                  | 매직! 로지 크레인 | —                 | —           |
| 2015년 3월 29일 | 밴쿠버          | 캐나다         | 로저스 아레나              | 매직! 로지 크레인 | —                 | —           |
| 2015년 3월 31일 | 산호세          | 미국           | SAP 센터                   | 매직! 로지 크레인 | —                 | —           |
| 2015년 4월 1일  | 샌디에이고      | 미국           | 비에자스 아레나            | 매직! 로지 크레인 | —                 | —           |
| 2015년 4월 3일  | 잉글우드        | 미국           | 더 포럼                    | 매직! 로지 크레인 | —                 | —           |
| 2015년 4월 4일  | 잉글우드        | 미국           | 더 포럼                    | 매직! 로지 크레인 | —                 | —           |
| 2015년 4월 6일  | 애너하임        | 미국           | 혼다 센터                  | 매직! 로지 크레인 | 14,924 / 14,924   | $1,082,918  |
| 유럽            |                 |                |                            |                   |                   |             |
| 2015년 5월 24일 | 파리            | 프랑스         | 제니트 드 파리             | 빈칸              | —                 | —           |
| 2015년 5월 26일 | 런던            | 잉글랜드       | 웸블리 SSE 아레나          | 매직! 닉 가드너   | —                 | —           |
| 2015년 5월 28일 | 런던            | 잉글랜드       | 웸블리 SSE 아레나          | 매직! 닉 가드너   | —                 | —           |
| 2015년 5월 31일 | 버밍엄          | 잉글랜드       | 젠팅 아레나                | 매직! 닉 가드너   | —                 | —           |
| 2015년 6월 1일  | 맨체스터        | 잉글랜드       | 맨체스터 아레나            | 매직! 닉 가드너   | —                 | —           |
| 2015년 6월 3일  | 암스테르담      | 잉글랜드       | 지고 돔                    | 매직! 닉 가드너   | —                 | —           |
| 아프리카        |                 |                |                            |                   |                   |             |
| 2015년 6월 6일  | 라바트          | 모로코         | OLM 수이시                 | 기타              | —                 | —           |
| 유럽            |                 |                |                            |                   |                   |             |
| 2015년 6월 9일  | 오버하우젠      | 독일           | 쾨니그 필세너 아레나       | 매직! 닉 가드너   | —                 | —           |
| 2015년 6월 10일 | 뮌헨            | 독일           | 뮌헨 올림픽 홀             | 매직! 닉 가드너   | —                 | —           |
| 2015년 6월 12일 | 밀라노          | 이탈리아       | 메디올라눔 포룸            | 매직! 닉 가드너   | —                 | —           |
| 2015년 6월 14일 | 바르셀로나      | 스페인         | 팔라우 산 조르디           | 매직! 닉 가드너   | —                 | —           |
| 2015년 6월 15일 | 마드리드        | 스페인         | 바클레이카드 센터          | 매직! 닉 가드너   | —                 | —           |
| 2015년 6월 17일 | 리스본          | 포르투갈       | MEO 아레나                 | 매직! 닉 가드너   | —                 | —           |
| 아시아          |                 |                |                            |                   |                   |             |
| 2015년 9월 1일  | 오사카          | 일본           | 오사카 성 홀               | 더티 룹스         | —                 | —           |
| 2015년 9월 2일  | 도쿄 (요코하마) | 일본           | 요코하마 아레나            | 더티 룹스         | —                 | —           |
| 2015년 9월 4일  | 홍콩            | 홍콩           | 아시아월드 아레나          | 더티 룹스         | —                 | —           |
| 2015년 9월 7일  | 서울            | 대한민국       | 올림픽체조경기장           | 더티 룹스         | —                 | —           |
| 2015년 9월 9일  | 서울            | 대한민국       | 올림픽체조경기장           | 더티 룹스         | —                 | —           |
| 2015년 9월 10일 | 대구            | 대한민국       | 대구스타디움 부설관        | 더티 룹스         | —                 | —           |
| 2015년 9월 14일 | 타이베이        | 중화민국       | 난강 전시관                | 더티 룹스         | —                 | —           |
| 2015년 9월 17일 | 마닐라          | 필리핀         | 몰 오브 아시아 아레나      | —                 | —                 |             |
| 2015년 9월 19일 | 싱가포르        | 싱가포르       | 마리나베이 스트리트 서킷   | 빈칸              | —                 | —           |
| 2015년 9월 21일 | 방콕            | 태국           | 임팩트 아레나              | 더티 룹스         | —                 | —           |
| 2015년 9월 23일 | 자카르타        | 인도네시아     | 인도네시아 종합전시관      | 더티 룹스         | —                 | —           |
| 오세아니아      |                 |                |                            |                   |                   |             |
| 2015년 9월 26일 | 멜버른          | 오스트레일리아 | 로드 레이버 아레나         | 더티 룹스         | —                 | —           |
| 2015년 9월 28일 | 브리즈번        | 오스트레일리아 | 브리즈번 엔터테인먼트 센터 | 더티 룹스         | —                 | —           |
| 2015년 9월 29일 | 시드니          | 오스트레일리아 | 올폰스 아레나              | 더티 룹스         | —                 | —           |
| 2015년 10월 1일 | 크라이스트처치  | 뉴질랜드       | 혼캐슬 아레나              | 더티 룹스         | —                 | —           |
| 2015년 10월 3일 | 오클랜드        | 뉴질랜드       | 벡터 아레나                | 더티 룹스         | —                 | —           |
| 2015년 10월 4일 | 오클랜드        | 뉴질랜드       | 벡터 아레나                | 더티 룹스         | —                 | —           |
| 총합            | 총합            | 총합           | 총합                       | 총합              | 157,034 / 157,034 | $13,701,936 |